# Ethiopië op de Olympische Zomerspelen 1996
Ethiopië nam deel aan de Olympische Zomerspelen 1996 in Atlanta, Verenigde Staten. Er werden drie medailles gewonnen, waarvan 2 goud en één brons. Hiermee eindigde Ethiopië op de 34e plaats.

## Medailleoverzicht
| Sport    | Olympiër           | Discipline   | Medaille |
| -------- | ------------------ | ------------ | -------- |
| Atletiek | Haile Gebrselassie | 10000m (m)   | Goud     |
| Atletiek | Fatuma Roba        | marathon (v) | Goud     |
| Atletiek | Gete Wami          | 10000m (v)   | Brons    |

## Deelnemers en resultaten per onderdeel

### Atletiek
| Olympiër           | Discipline   | Resultaat | Prestatie                                                                          |
| ------------------ | ------------ | --------- | ---------------------------------------------------------------------------------- |
| Fita Bayissa       | 5000m (m)    | 10e       | serie 2: 1ste in 13.51,61 halve finale 1: 7de in 13.30,88 finale: 10de in 13.18,30 |
| Assefa Mezgebua    | 5000m (m)    | 21e       | serie 3: 7de in 13.54,89 halve finale 2: 7de in 14.05,48                           |
| Abraham Assefa     | 10000m (m)   | 22e       | serie 2: 11de in 28.32,24                                                          |
| Worku Bikila       | 10000m (m)   | 17e       | serie 1: 1ste in 27.50,57 finale: 17de in 28.59,15                                 |
| Haile Gebrselassie | 10000m (m)   | Goud      | serie 2: 1ste in 28.14,20 finale: 1ste in 27.07,34                                 |
| Belayneh Dinsamo   | marathon (m) | DNF       | niet gefinisht                                                                     |
| Abebe Mekonnen     | marathon (m) | 81e       | 2:29.45                                                                            |
| Tumo Turbo         | marathon (m) | DNF       | niet gefinisht                                                                     |
|                    |              |           |                                                                                    |
| Kutre Dulecha      | 800m (v)     | 28e       | serie 5: 6de in 2.04,80                                                            |
| Kutre Dulecha      | 1500m (v)    | 20e       | serie 3: 7de in 4.07,69 halve finale 2: 8ste in 4.09,03                            |
| Merima Denboba     | 5000m (v)    | 12e       | serie 2: 8ste in 15.48,35 finale: 12de in 15.28,81                                 |
| Ayelech Worku      | 5000m (v)    | 21e       | serie 3: 2de in 15.21,59                                                           |
| Luchia Yishak      | 5000m (v)    | 40e       | serie 1: 13de in 16.04,29                                                          |
| Berhane Adere      | 10000m (v)   | 12e       | serie 1: 2de in 32.21,09 finale: 18de in 32.57,35                                  |
| Derartu Tulu       | 10000m (v)   | 21e       | serie 2: 1ste in 31.35,90 finale: 4de in 31.10,46                                  |
| Gete Wami          | 10000m (v)   | Brons     | serie 1: 1ste in 32.20,92 finale: 3de in 31.06,65                                  |
| Fatuma Roba        | marathon (v) | Goud      | 2:26.05                                                                            |

### Boksen
| Olympiër           | Discipline | Resultaat | Prestatie                                                                 |
| ------------------ | ---------- | --------- | ------------------------------------------------------------------------- |
| Tebebu Behonegn    | -51kg (m)  | 17e       | 1ste ronde: V van COL Reyes: 2-16                                         |
| Yared Woldemichael | -71kg (m)  | 9e        | 1ste ronde: W van TRI Sinette: 11-10 2de ronde: V van UZB Tulaganov: 9-13 |

Afghanistan · Albanië · Algerije · Amerikaanse Maagdeneilanden · Amerikaans-Samoa · Andorra · Angola · Antigua‑Barbuda · Argentinië · Armenië · Aruba · Australië · Azerbeidzjan · Bahama's · Bahrein · Bangladesh · Barbados · België · Belize · Benin · Bermuda · Bhutan · Bolivia · Bosnië en Herzegovina · Botswana · Brazilië · Britse Maagdeneilanden · Brunei · Bulgarije · Burkina Faso · Burundi · Cambodja · Canada · Centraal-Afrikaanse Republiek · Chili · China · Chinees Taipei · Colombia · Comoren · Congo-Brazzaville · Cookeilanden · Costa Rica · Cuba · Cyprus · Denemarken · Djibouti · Dominica · Dominicaanse Republiek · Duitsland · Ecuador · Egypte · El Salvador · Equatoriaal-Guinea · Estland · Ethiopië · Fiji · Filipijnen · Finland · Frankrijk · Gabon · Gambia · Georgië · Ghana · Grenada · Griekenland · Groot-Brittannië · Guam · Guatemala · Guinee · Guinee-Bissau · Guyana · Haïti · Honduras · Hongarije · Hongkong · Ierland · IJsland · India · Indonesië · Irak · Iran · Israël · Italië · Ivoorkust · Jamaica · Japan · Jemen · Joegoslavië · Jordanië · Kaaimaneilanden · Kaapverdië · Kameroen · Kazachstan · Kenia · Kirgizië · Koeweit · Kroatië · Laos · Lesotho · Letland · Libanon · Liberia · Libië · Liechtenstein · Litouwen · Luxemburg ·  Macedonië · Madagaskar · Malawi · Malediven · Maleisië · Mali · Malta · Marokko · Mauritanië · Mauritius · Mexico · Moldavië · Monaco · Mongolië · Mozambique · Myanmar · Namibië · Nauru · Nederland · Nederlandse Antillen · Nepal · Nicaragua · Nieuw-Zeeland · Niger · Nigeria · Noord-Korea · Noorwegen · Oeganda · Oekraïne · Oezbekistan · Oman · Oostenrijk · Pakistan · Palestina · Panama · Papoea-Nieuw-Guinea · Paraguay · Peru · Polen · Portugal · Puerto Rico · Qatar · Roemenië · Rusland · Rwanda · Saint Kitts en Nevis · Saint Lucia · Saint Vincent en Grenadines · Salomonseilanden · Samoa · San Marino · Sao Tomé en Principe · Saoedi-Arabië · Senegal · Seychellen · Sierra Leone · Singapore · Slovenië · Slowakije · Soedan · Somalië · Spanje · Sri Lanka · Suriname · Swaziland · Syrië · Tadzjikistan · Tanzania · Thailand · Togo · Tonga · Trinidad en Tobago · Tsjaad · Tsjechië · Tunesië · Turkije · Turkmenistan · Uruguay · Vanuatu · Venezuela · Verenigde Arabische Emiraten · Verenigde Staten · Vietnam · Wit-Rusland · Zaïre · Zambia · Zimbabwe · Zuid-Afrika · Zuid-Korea · Zweden · Zwitserland